# Plastocianina
La plastocianina es una cuproproteína involucrada en la cadena de transporte de electrones.  Es una proteína monomérica con un peso molecular de alrededor de 10,5 KDa y 99 aminoácidos que se encuentra en la mayoría de las plantas, su nombre se debe a que se localiza en los cloroplastos y por su color azul en la forma oxidada.

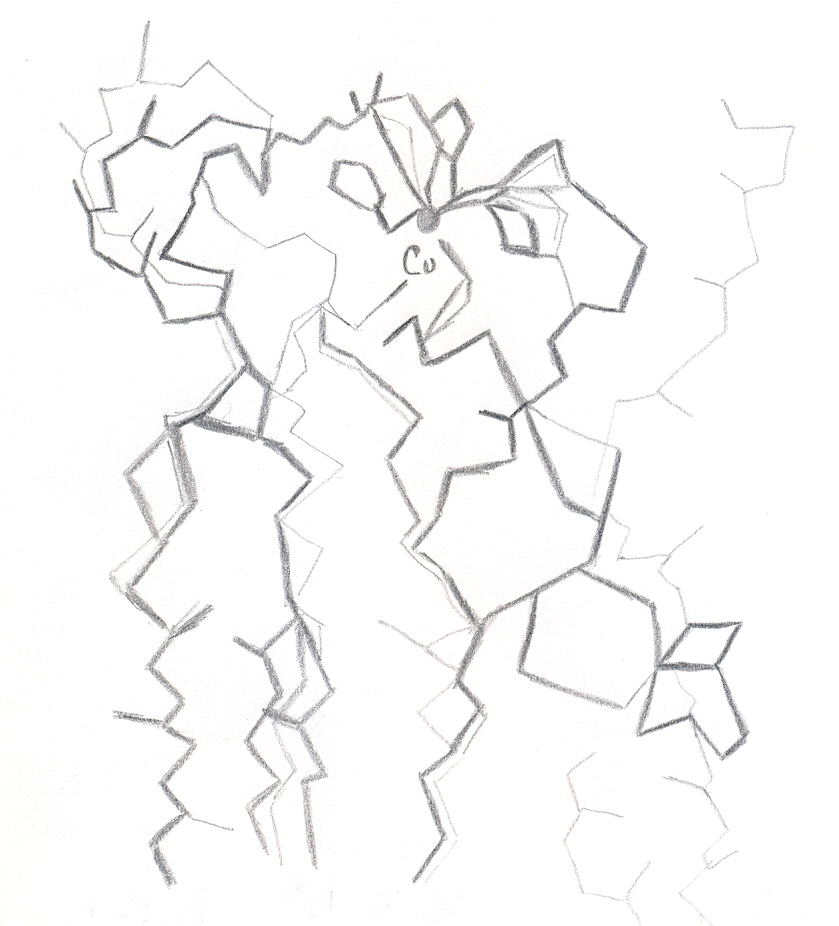
Boceto muy simple que infiere la estructura plastocianina

## Función biológica
En la fotosíntesis, la plastocianina transfiere electrones entre el citocromo f del complejo del citocromo b6f del fotosistema II y P700+  del fotosistema I.  Ambos son proteínas de membrana con residuos expuestos hacia el lumen de la membrana tilacoidal de los cloroplastos.  El citocromo f actúa como un donante de electrones, mientras que el P700+ acepta electrones de la plastocianina reducida.
Las interacciones entre el citocromo f y la plastocianina son basadas en fuerzas electrostáticas, en esta interacción la parte hidrofóbica de la plastocianina se encuentra dirigida hacía el citocromo f. 

## Especies donde puede ser encontrada
La plastocianina fue descubierta por S.Katoh y Takamiya en la alga verde chlorella ellipsoidea, la plastocianina está presente en una gran variedad de algas y plantas, comúnmente para estudios de esta metaloproteína se usa espinaca, ya que es una planta fácil de conseguir y con un porcentaje suficiente de la metaloproteína para pruebas de caracterización.

## Familia de proteínas relacionadas
La plastocianina pertenece a las metaloproteínas tipo 1 de cobre; proteínas azules con longitud de onda de 600nm y 620nm con cobre (II) paramagnético, además de la plastocianina existen otras metaloproteínas que usan cobre y pueden ser; tipo 1 ( presentan potenciales de electrodo entre 380 a 750mV, EPR con aclopamiento hiperfino anómalo generado por electrones que se encuentran desapareados). Tipo 2 ( estas presentan valores de potenciales redox más positivos comparados con tipo 1 y con señales de absorción muy por debajo de 600nm) o tipo 3 ( estructuras con doble núcleo de cobre con acoplamiento antiferromagnético fuerte, cuya finalidad es generalmente reducir oxígeno a peróxido). Algunos ejemplos de todos estos tipos de cuproproteínas son las siguientes; estelacianina, azurina, auracianina, rusticianina, fitocianina, ceruloplasmina, amino-oxidasa de cobre, galactosa oxidasa y ascorbato oxidasa.

## Modificaciones en su entorno
Trabajos recientes demuestran que las sales estimulan la electrodonación de la plastocianina (de origen espinaca) hacía P700 y la accesibilidad de la plastocianina hacía el sitio de P700 en la membrana, esto provoca un cambio en el potencial negativo de la superficie que lleva a la neutralidad. La plastocianina de espinaca y la membrana thylakoid presentan una carga negativa a Ph neutro, debido a la proyección de estas cargas, las sales reducen la repulsión electrostática entre ellas, lo que permite a la plastocianina donar electrones a P700 de una manera más fácil.

## Estructuras cristalinas de plastocianina
Se han determinado estructuras cristalinas de plastocianina provenientes de cianobacterias, entre las especies a las que se le ha realizado este tipo de estudios se encuentran; anabaena variabilis, Synechosistis PCC 6803, synechococcus  PCC 7942.

## Técnicas instrumentales de identificación
Existen diferentes técnicas instrumentales que han sido utilizadas para la identificación del sitio de coordinación, su parte hidrofóbica, el ambiente que la rodea, sus funciones, etc. Algunas de las técnicas utilizadas son; resonancia magnética nuclear,  Espectroscopia de absorción, esta última  proporciona una buena fuente de información, cuando la proteína está oxidada, muestra un color azul y  presenta 3 bandas de absorción en el visible y regiones lejanas, la principal está a 597nm  y las 2 bandas restantes a  770nm y 470nm. 
La cromatografía de columna fue particularmente útil para el estudio de esta metaloproteína ya que con esta técnica instrumental se aisló por primera vez la plastocianina, el procedimiento fue solubilizar la plastocianina en acetona con tratamientos  con detergentes u oscilación sónica desde los cloroplastos, después procedieron  a purificar por fraccionamiento con sulfato de amonio y por último utilizaron una columna con dietilaminoetil celulosa.

## Estructura, Ambiente de coordinación y cambios en el ambiente de coordinación
La estructura terciaria es de barril beta, motivo común en proteínas que se unen a otras proteínas.
La plastocianina es soluble en agua, es codificada en el núcleo pero cumple sus funciones en el lumen del cloroplasto por lo que debe atravesar tres membranas para llegar a su destino. El péptido de tránsito de la plastocianina es muy grande y debe ser procesado en varios pasos.
Aunque la superficie molecular de las plastocianinas difiere en plantas, algas y cianobacterias, la estructura del sitio de unión al cobre es altamente conservado. Este sitio es descrito como una estructura ‘piramidal trigonal distorsionada’. El plano trigonal de la base piramidal está compuesto por dos átomos de nitrógeno (N1 y N2) de diferentes histidinas y un azufre (S1) de una cisteína. El azufre (S2) de una metionina axial forma el ápice.  La ‘distorsión’ ocurre en la longitud de los enlaces entre los ligandos de azufre y cobre. El enlace Cu-S1 es más corto (2,07 Å) que el de Cu-S2  (2,82 Å).
La estructura también puede presentar un átomo más de azufre, es decir; 2 átomos de azufre directamente unidos al átomo de cobre, por lo que se tendrían 4 átomos directamente unidos al centro metálico, 2 de azufre provenientes de metionina, que son los ligantes blandos y 2 de nitrógeno provenientes de histidina que son los ligantes duros, con una estructura trigonal piramidal.
El enlace Cu-S2 de mayor longitud desestabiliza la forma Cu II y aumenta el potencial redox de la proteína. El color azul (pico de absorción en 597 nm) se debe al enlace Cu-S1 donde hay una transferencia de carga entre el Spπ y el Cudx2-y2.
En su forma reducida la His-87 es protonada con un pKa de 4,4. La protonación evita que actúe como un ligando y la geometría del sitio donde se encuentra el cobre se vuelve trigonal plana.
Mientras que la superficie molecular de la proteína cerca del sitio de unión al cobre varía levemente, todas las plastocianinas poseen una superficie hidrofóbica alrededor de la histidina expuesta del sitio de unión al cobre. En plantas hay residuos acídicos ubicados a ambos lados de la tirosina-83, altamente conservada.  En algas y plantas vasculares de la familia Apiaceae las plastocianinas contienen residuos acídicos similares pero en una configuración diferente a la de las plantas - carecen de los residuos 57 y 58.  En cianobacterias, la distribución de residuos cargados en la superficie de la proteína es diferente del de eucariotas y la variación entre las bacterias es amplia.
Algunas cianobacterias y algas poseen un citocromo tipo-c que desempeña las mismas funciones que la plastocianina. Cual de las dos proteínas es sintetizada es algo que depende de la disponibilidad de cobre por parte del organismo.
Muchas plastocianinas de cianobacterias contienen 107 aminoácidos. Aunque los residuos acídicos no están conservados en bacterias, si lo está la superficie hidrofóbica. Estas regiones conservadas se cree que son sitios de reconocimiento y unión para otras proteínas involucradas en las transferencia de electrones.

## Reacciones
La plastocianina (Cu2+Pc) es reducida por el citocromo f de acuerdo a la siguiente reacción:
Cu2+Pc + e- → Cu+Pc
Luego de la disocación, Cu+Pc difunde a través del lumen hasta un reconocimiento y unión por el  P700+.  P700+ oxida Cu+Pc de acuerdo a la siguiente reacción:
Cu+ → Cu2+Pc + e-
El potencial redox es de alrededor de 370 mV y el pH isoeléctrico de 4.

## Trabajos de investigación
Se siguen realizando distintas clases de trabajos con plastocianinas provenientes de distintas fuentes de plantas y cianobacterias, esta serie de trabajos tienen la finalidad de  identificar si existen  diferencias entre plastocianinas de distintas procedencias, también tienen la intención de modificar el ambiente del centro metálico para determinar si existen cambios conformacionales o cambios en su capacidad óxido-reducción, así que la serie de trabajos contempla una gran cantidad de variantes que pueden asociarse a esta metaloproteína.